# Girls Aloud

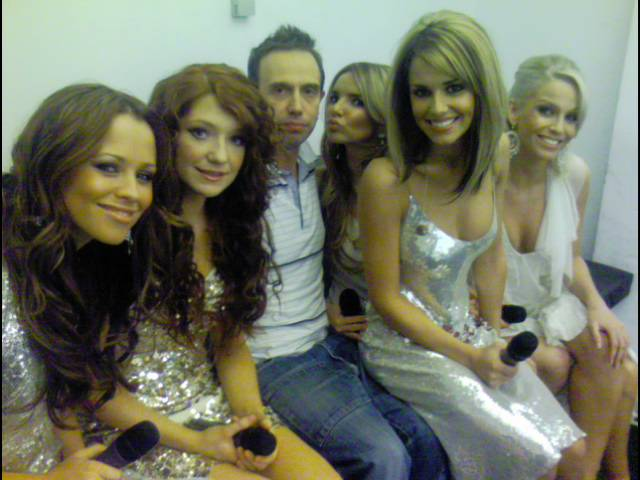
Girls Aloud tillsammans med Terry Ronald

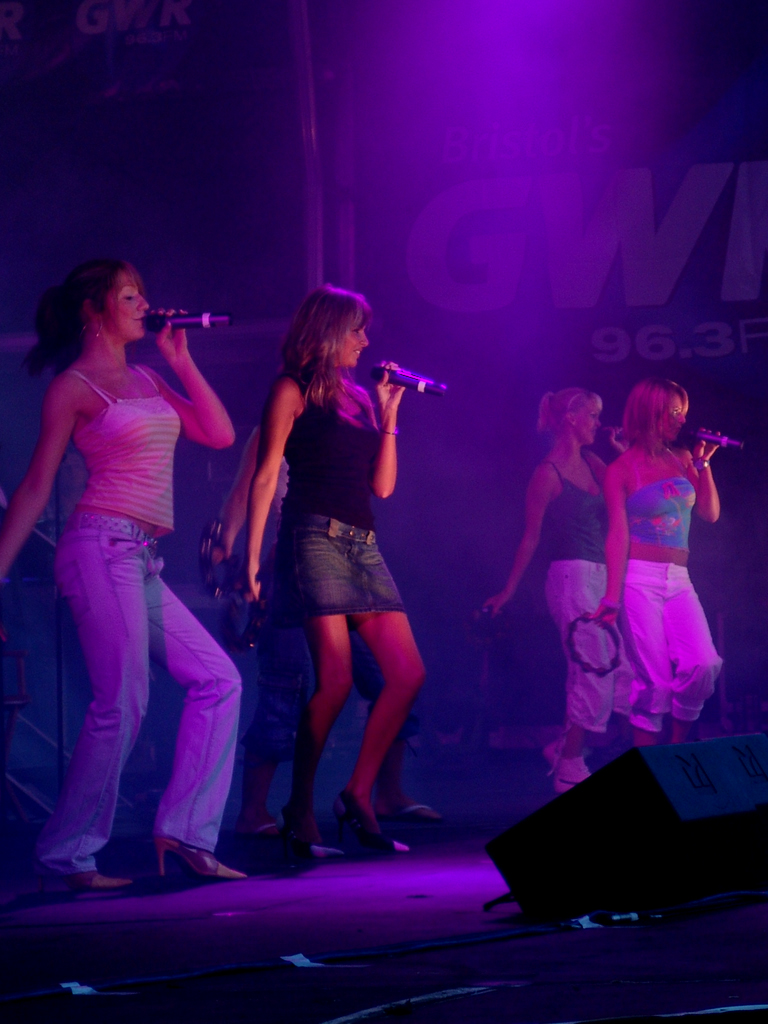
Girls Aloud live. Från vänster: Nicola Roberts, Nadine Coyle, Kimberley Walsh (bara armen), Sarah Harding (blondin i bakgrunden) och Cheryl Cole

Girls Aloud är en brittisk popgrupp, som år 2024 består av fyra kvinnor. Girls Aloud bildades i samband med en talangjakt kallad Popstars: The Rivals 2002 där en grupp med unga män och en grupp med unga kvinnor utsågs som sedan tävlade med varsin singel om vilken som sålde bäst. Girls Aloud sålde bäst och fick därmed skivkontrakt. Girls Aloud bestod inledningsvis av Nadine Coyle, Kimberley Walsh, Nicola Roberts, Cheryl Cole och Sarah Harding. Gruppen splittrades den 20 mars 2013.  
I september 2021 avled Sarah Harding i cancer. Två år senare återförenades Coyle, Walsh, Roberts och Cole för att genomföra en turné till minne av Harding och för att fira gruppens musik och fans. Turnén The Girls Aloud Show pågick från den 17 maj till den 30 juni 2024 och bestod av 30 konserter i Irland och Storbritannien.

## Diskografi

### Studioalbum
- Sound of the Underground (2003)
- What Will the Neighbours Say? (2004)
- Chemistry (2005)
- Tangled Up (2007)
- Out of Control (2008)

### Livealbum
- Girls A Live (2009)
- Out Of Control: Live from the O2 (2010)

### Samlingsalbum
- The Sound of Girls Aloud (2006)
- Ten (2012)

### Remixalbum
- Mixed Up (2007)

### Singlar
- "Sound of the Underground" (2002) (UK #1)
- "No Good Advice" (2003) (UK #2)
- "Life Got Cold" (2003) (UK #3)
- "Jump" (2003) (från filmen Love Actually, UK #2)
- "The Show" (2004) (UK #2)
- "Love Machine" (2004)(UK #2)
- "I'll Stand by You" (2004) (UK #1)
- "Wake Me Up" (2005) (UK #4)
- "Long Hot Summer" (2005) (UK #7)
- "Biology" (2005) (UK #4)
- "See The Day" (2005) (UK #9)
- "Whole Lotta History" (2006) (UK #6)
- "Something Kinda Ooooh" (2006) (UK #3)
- "I Think We're Alone Now"  (2006) (UK #4)
- "Walk This Way" (med Sugababes för Comic Relief)  (2007) (UK #1)
- "Sexy! No, No, No..." (2007)(UK #5)
- "Call the Shots" (2007) (UK #3)
- "Can't Speak French" (2008) (UK #9)
- "The Promise" (2008) (UK #1)
- "The Loving Kind" (2009)
- "Untouchable" (2009)
- "Something New" (2012)
- "Beautiful 'Cause You Love Me" (2012)

### DVD
- Popstars: The Rivals (2002)
- Girls on Film (2005)
- Girls Aloud: Off the Record (2006)
- What Will The Neigbours Say? Live (2005)
- Chemistry Tour (2006)
- Style (2007)
- Tangled Up Tour (2008)

## Turnéer
- What Will The Neigbours Say? Live (2005)
- Chemistry Tour (2006)
- The Greatest Hits Tour (2007)
- Tangled Up Tour (2008)
- Out Of Control Tour (2009)
- Ten The Hits Tour (2013)
- The Girls Aloud Show (2024)

## Bilder

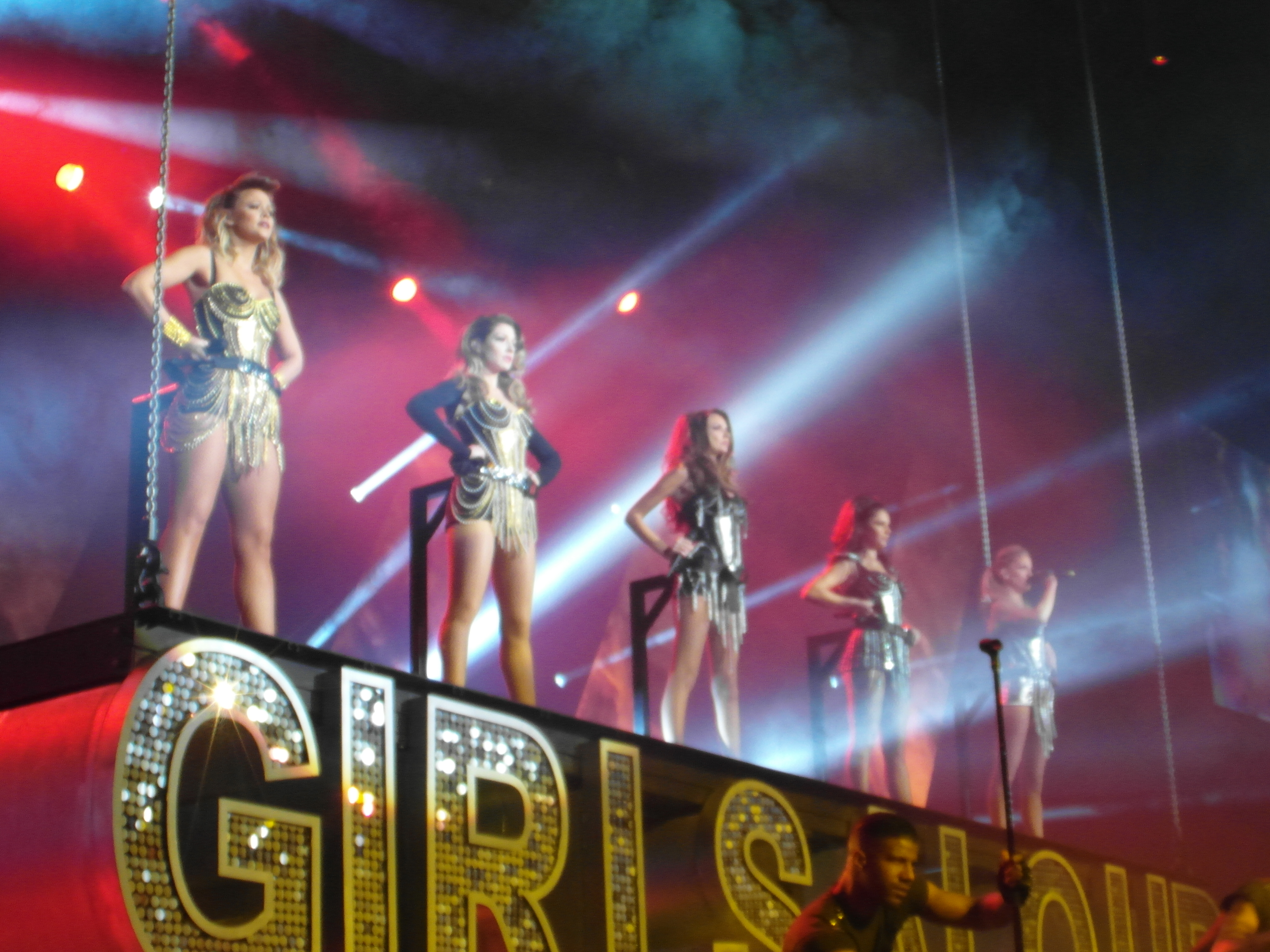
Girls Aloud vid ett framträdande under Ten: The Hits Tour 2013.